# Thomas North
Thomas North, född omkring 1535, död omkring 1604, var den förste översättaren till engelska av Plutarchos’ hjältebiografier, farfars bror till Dudley North, 3:e baron North. 
Norths Plutarch (1579, nya tillökade upplagor 1595 och 1603) var byggd på Jacques Amyots franska Plutarchosöversättning och användes av Shakespeare som källa för dennes skådespel Julius Caesar, Coriolanus och Antonius och Cleopatra.